# Kasuga (Tanzania)
Kasuga è una circoscrizione rurale (rural ward) della Tanzania situata nel distretto di Kakonko, regione di Kigoma. Conta una popolazione di 16 553 abitanti (censimento 2012).